# Antechinus subtropicus
Antechinus subtropicus là một loài động vật có vú trong họ Dasyuridae, bộ Dasyuromorphia. Loài này được Van Dyck & Crowther mô tả năm 2000.